# I Dream of Christmas
I Dream of Christmas è l'ottavo album in studio della cantante statunitense Norah Jones, pubblicato nel 2021. L'album è una raccolta di brani natalizi classici natalizi riarrangiati in chiave jazz, alternati a produzioni originali di Norah Jones.

## Tracce
1. Christmas Calling (Jolly Jones) – 3:20 (Norah Jones)
2. Christmas Don't Be Late – 2:40 (Ross Bagdasarian)
3. Christmas Glow – 2:45 (Jones)
4. White Christmas – 3:05 (Irving Berlin)
5. Christmastime – 4:00 (Jones, Michels)
6. Blue Christmas – 3:24 (Billy Hayes, Jay W. Johnson)
7. It's Only Christmas Once a Year – 2:04 (Jones)
8. You're Not Alone – 3:52 (Jones, Michels)
9. Winter Wonderland – 3:32 (Richard B. Smith, Felix Bernard)
10. A Holiday with You – 2:40 (Jones)
11. Run Rudolph Run – 3:11 (Johnny Marks, Marvin Brodie)
12. Christmas Time Is Here – 3:45 (Lee Mendelson, Vince Guaraldi)
13. What Are You Doing New Year's Eve? – 4:03 (Frank Loesser)

Tracce Bonus Ed. Target
1. O Holy Night – 2:18 (Adolphe Adam)

Tracce Bonus Ed. Deluxe Amazon
1. I Dream of Christmas – 3:22
2. The Christmas Waltz (Amazon original) – 3:17
3. Last Month of the Year – 2:51
4. I'll Be Home for Christmas – 4:10